# Habronattus kubai
Habronattus kubai là một loài nhện trong họ Salticidae.
Loài này thuộc chi Habronattus. Habronattus kubai được Griswold miêu tả năm 1979.